# Coconuts
"Coconuts" é uma canção da cantora e compositora alemã Kim Petras, lançada em 3 de dezembro de 2021 pela Republic Records. Originalmente prevista para ser lançada em janeiro de 2022, o lançamento da música foi adiado para dezembro.
Foi inicialmente planejada como o segundo single de seu álbum de estreia intitulado Problématique; após o projeto ter sido cancelado devido a um vazamento na web e complicações de Petras com sua gravadora, a faixa ganhou um lançamento limitado como um single álbum no formato de vinil pela loja Urban Outfitters, juntamente com sua antecessora "Future Starts Now". Em 2023, foi ultimamente incluída como uma faixa de seu álbum Feed the Beast.

## As apresentações ao vivo
Petras cantou a música no MTV Europe Music Awards de 2021. Depois disso, Petras enviou um pequeno clipe da apresentação do EMA, junto com um trecho de estúdio da música no TikTok, que desde então acumulou mais de 55 mil usos.

## Vídeo de música
Um vídeo com a letra de "Coconuts" dirigido por John Howe estreou em 3 de dezembro de 2021, junto com o lançamento do single. Em 11 de janeiro de 2022, ela lançou em seu canal oficial no YouTube um vídeo de dança da música.

## Faixas e formatos
Download digital/streaming
1. "Coconuts" – 2:48

Disco de vinil
1. "Future Starts Now" – 4:40
2. "Coconuts" – 2:48

## Equipe e colaboradores
Equipe e colaboradores adaptado de Tidal.
Gestão
Publicado pela Amigo Records e Republic Records — distribuído por Universal Music Group
Músicos & Técnico
| - Kim Petras — vocais, composição, letras - Dr. Luke — composição, letras, produtor - Cedric de Saint-Rome — composição, letras, produtor - Aaron Joseph — composição, letras, produtor - Rocco Valdes — composição, letras, produtor - Ryan Ogren — composição, letras, produtor - Vaughn Oliver — composição, letras, produtor - Aaron Jennings — composição, letras - Dale Becker – engenheiro de masterização - Șerban Ghenea — engenheiro de mixagem, mixagem | - Bryce Bordone — assistente de mixagem - John Hanes — engenheiro de mixagem imersiva - Grant Horton — engenheiro assistente de gravação - Tyler Sheppard — engenheiro - Kalani Thompson — engenheiro - John Hanes — engenheiro - Clint Gibbs — engenheiro - Wendy Goldstein — A&R - Kenneth Jarvis III — A&R - Joshua Berkman — A&R |

## Desempenho comercial

### Posições nas tabelas musicais
| Tabela musical (2021)          | Melhor posição |
| ------------------------------ | -------------- |
| Nova Zelândia - NZ Hot Singles | 23             |
| Reino Unido - UK Singles Chart | 86             |

## Histórico de lançamento
| Região | Data                  | Formato                    | Versão   | Gravadora      | Ref.          |
| ------ | --------------------- | -------------------------- | -------- | -------------- | ------------- |
| Várias | 3 de dezembro de 2021 | Download digital streaming | Original | Amigo Republic | [ 11 ] [ 12 ] |